# Сисенко Володимир Анатолійович
Володимир Анатолійович Сисенко (нар. 19 квітня 1962, Шахринав, Таджицька РСР) — радянський та український футболіст, захисник.

## Життєпис
З 1978 по 1989 рік виступав за душанбинський «Памір», провів за цей час 110 матчів, з яких 19 — у Вищій лізі СРСР, ставав переможцем Першої ліги. Сезон 1990 року провів у «Кубані», зіграв 32 зустрічі. У 1991 році виступав за «Навбахор», провів 42 поєдинки.
Сезон 1995 року розпочав в «Океані», взяв участь у 18 зустрічах команди, після чого повернувся в «Кубань», де й завершив сезон, провівши 13 матчів. У 1996 році перейшов у «Рубін», в складі якого зіграв 13 поєдинків.

## Досягнення
- Перша ліга СРСР
  -  Чемпіон (1): 1988 (вихід у Вищій лізі)